# Johannes von Köln (Dombaumeister, 1410)
Johannes von Köln oder auch spanisch Juan de Colonia (* vermutlich um 1410 in Köln; † 1480) war ein Baumeister der Gotik.

## Biografie
Über sein Leben ist außerhalb seiner Tätigkeit in Spanien kaum etwas bekannt. Johannes, auch Hans genannt, erlernte sein Handwerk zunächst an der Kölner Dombauhütte. Später wirkte er vermutlich auch an schwäbischen Dombauhütten, bevor ihn 1440 der Bischof Alonso de Cartagena vom Konzil von Basel nach Burgos holte (nach anderen Quellen bereits 1435), um einen fähigen Baumeister zur Vollendung der Türme an der Kathedrale zu beschäftigen. Fortan wirkte er auch als Baumeister an der Kathedrale von Burgos. Zunächst errichtete er in der Kathedrale die Capilla de la Visitación, die Grabkapelle des Bischofs, bevor er sich im September 1442 an die Arbeit zur Vollendung der Türme machte, die er 16 Jahre später vollenden sollte.
Er heiratete die Spanierin María Fernández. Aus dieser Ehe gingen sechs Kinder hervor; unter ihnen war auch Simon von Köln, der nach dem Tod seines Vaters den Bau der Kathedrale weiterführte. Als Johannes Schüler ist Juan de Vallejo genannt, der ab 1539 den eingestürzten Vierungsturm der Kathedrale von Burgos, der ursprünglich nie geplant war, erneuerte. Auch eine Mitwirkung am Neubau der Kathedrale von Astorga wird zuweilen formuliert.

## Werk
Hans wird die Beteiligung an folgenden Bauten zugeschrieben:

### Architekt
Burgos und Umgebung
- Capilla de la Visitación in der Kathedrale von Burgos (gilt  als sein Erstlingswerk in Spanien; 1440–1442)
- Turmhelme an der Kathedrale von Burgos (gilt als seine künstlerische Glanzleistung; 18. September 1442 – 4. September 1458), um 1466 Vierungsturm
- Pläne der Cartuja de Miraflores (1454)
- Kuppel der Capilla de la Concepción, später durch seinen Sohn vollendet

### Bildhauer
an der Kathedrale von Burgos
- Inschriften an Dach und Turm